# Nathan Deakes
Nathan Deakes (* 17. srpna 1977 Geelong) je bývalý australský atlet, chodec, mistr světa v závodě na 50 km chůze z roku 2007.

## Sportovní kariéra
Na olympiádě v Athénách v roce 2004 došel třetí do cíle závodu na 20 kilometrů chůze. V roce 2006 vytvořil světový rekord na 50 kilometrů chúze časem 3:35:47. Na světovém šampionátu v Ósace v roce 2007 se stal v této disciplíně mistrem světa. V roce 2013 ukončil sportovní kariéru.